# E68
La ruta europea E68 és una carretera que forma part de la Xarxa de carreteres europees. Comença a Szeged (Hongria) i finalitza a Brașov (Romania). Té una longitud aproximada de 499 km. Té una orientació d'est a oest. La carretera passa per les ciutats de Szeged, Arad, Deva, Sibiu i Brașov.